# Liste des députés de la IIIe législature de la Seconde Restauration
Cette liste recense les personnes qui ont assuré un mandat de député au cours de la IIIe législature de la Seconde Restauration.

## V
- Antoine Joseph Louis Sylvestre de Valon
- Joseph Xavier Van Merris-Hynderick
- Pierre-Prudent de Vandeuvre-Bazile
- Jean-Charles-Bénigne Varenne de Fenille
- Jean-Baptiste François de Vassal de Montviel
- Charles Gédéon Théodore Vassinhac d'Imécourt
- Louis René Simon de Vaulchier du Deschaux
- Vincent-Marie Viénot de Vaublanc
- Martin de Vignolle
- Jean-Baptiste Guillaume Marie Anne Séraphin Joseph de Villèle
- Joseph de Villeneuve-Bargemont
- Emmanuel Ferdinand de Villeneuve-Bargemont
- Eugène Jacques Joseph Innocent de Vogüé

## W
- Louis Gonzague François Dominique Léopold Wangen de Géroldseck
- François Charles de Wendel

## Y
- Pierre Yver